# Caterin Escobar
Alcira Caterin Escobar Páez (Cali, Valle del Cauca, Colombia, 16 de noviembre de 1982) es una actriz colombiana, reconocida por su participación en telenovelas como Las muñecas de la mafia, La selección, Hermanitas Calle y Cuando vivas conmigo. 

## Filmografía

### Televisión
| Año       | Título                                   | Personaje                                                                     | Canal               |
| --------- | ---------------------------------------- | ----------------------------------------------------------------------------- | ------------------- |
| 2001      | Francisco el Matemático                  | Vendedora de Carros                                                           | Canal RCN           |
| 2003-2004 | Un ángel llamado azul                    | Blanca "Blanquita" Cárdenas                                                   | Canal RCN           |
| 2006      | Merlina, mujer divina                    | Leticia Peláez                                                                | Canal RCN           |
| 2006-2007 | Floricienta                              | Adriana                                                                       | Canal RCN           |
| 2007      | Así es la vida                           | Ana Pilar                                                                     | América Televisión. |
| 2007-2008 | Nuevo rico nuevo pobre                   | Nury Paz                                                                      | Caracol Television  |
| 2008-2009 | La quiero a morir                        | Catherine Belalcázar                                                          | Caracol Television  |
| 2009-2010 | Las muñecas de la mafia                  | Olivia Rengifo Peláez                                                         | Caracol Television  |
| 2010      | Salvador de mujeres                      | Isabel                                                                        | Venevisión          |
| 2010-2011 | Chepe Fortuna                            | Alcira Estrada "La Caleña"                                                    | Canal RCN           |
| 2012      | La Mariposa                              | Azucena Altagracia                                                            | Canal RCN           |
| 2012      | ¿Dónde está Elisa?                       | Isabel Ríos                                                                   | Canal RCN           |
| 2012      | Historias clasificadas                   | Claudia (Ep: La ocasión hace al ladrón) / Jimena (Ep: La novia de mi hermano) | Canal RCN           |
| 2012-2013 | Rafael Orozco, el ídolo                  | Coraima Ruiz                                                                  | Caracol Television  |
| 2013-2014 | La selección                             | Diana Pulido                                                                  | Caracol Television  |
| 2015      | La esquina del diablo                    | Isabel                                                                        | RTI Television      |
| 2015      | Dulce amor                               | Griselda Muñoz (Actuación especial)                                           | Caracol Television  |
| 2015-2016 | Las hermanitas Calle                     | Rosa Calle Araque                                                             | Caracol Television  |
| 2016      | Mujeres asesinas                         | Ninfa "La Toxica"                                                             | Telemundo           |
| 2016      | Sin senos si hay paraíso                 | Presa                                                                         | Telemundo           |
| 2016-2017 | Cuando vivas conmigo                     | Armida López                                                                  | Caracol Television  |
| 2019      | Las muñecas de la mafia 2                | Olivia Rengifo Peláez                                                         | Caracol Television  |
| 2021      | Café con aroma de mujer                  | Marcia Aguirre                                                                | Canal RCN           |
| 2021      | El Cartel de los Sapos: el origen        | Gina Manrique                                                                 | Netflix             |
| 2022      | Te la dedico                             | Yulanis "La Chirris"                                                          | Canal RCN           |
| 2024      | Arelys Henao, aún queda mucho por cantar | Olivia Tobón                                                                  | Caracol Television  |
| 2025      | MasterChef Celebrity                     | Participante                                                                  | Canal RCN           |

### Cine
| Año  | Título      | Personaje |
| ---- | ----------- | --------- |
| 2024 | El Vendedor | Marcela   |

## Premios y nominaciones

### Premios India Catalina
Artículo principal: Premios India Catalina
| Año  | Categoría                                     | Telenovela o serie      | Resultado |
| ---- | --------------------------------------------- | ----------------------- | --------- |
| 2010 | Mejor Actriz Protagónica de Serie o miniserie | Las muñecas de la mafia | Nominada  |

### Premios TVyNovelas
| Año  | Categoría                        | Telenovela o Serie   | Resultado |
| ---- | -------------------------------- | -------------------- | --------- |
| 2016 | Mejor actriz de reparto de serie | Las Hermanitas Calle | Nominada  |

## Vida personal
El 8 de abril de 2005, Caterin dio a luz a su primera hija, María José Ríos Escobar (se desconoce el nombre del padre). En Miami rodó la telenovela de Telemundo, NBC, en donde comparte créditos con el actor Tommy Vásquez.
El 8 de septiembre de 2008, a través de una twitcam vista por más de 10 mil personas confirmó su matrimonio con Tommy Vásquez. Además la pareja contó que esperaban su primer hijo como pareja. El 1 de octubre de 2010, nació Matías Vásquez Escobar.
En enero del año 2021, Caterin Escobar, por medio de un reto en Instagram, anunció que se había divorciado de Tommy Vásquez, actor con el que mantenía relación amorosa desde el año 2008.
También se dieron a conocer detalles de ciertas fuentes, que aclaraban que la pareja no vivía en la misma residencia desde aproximadamente principios del año 2020. rumor que posteriormente fue confirmado, razón por la cual actualmente es una de las solteras más codiciadas de la televisión colombiana.